# Karl Nikolas Fraas
Karl Nikolas Fraas (Rattelsdorf, Bamberg; 8 de septiembre de 1810 - 9 de noviembre de 1875) fue un botánico y agrónomo alemán. Luego de recibir su educación media en el Gimnasio de Bamberg, en 1830 entró a la Universidad de Múnich, donde obtuvo su grado de doctor en 1834. Después de haber dedicado gran atención al estudio de la botánica, viajó a Atenas en 1835, como inspector de los Jardines de la corte; y en abril de 1836, fue profesor de botánica en la Universidad.
En 1842, retornó a Alemania, y fue docente de la Escuela Central de Agricultura en Schleißheim. En 1847, fue nombrado profesor de agricultura en Múnich, y en 1851 director del Colegio Central de Veterinaria.
Falleció, a los 65 años, en Neufreimann, cerca de Múnich.

## Honores
- Por muchos años, secretario de la Sociedad de Agricultura de Baviera, renunciando en 1861

## Eponimia
- (Asteraceae) Achillea fraasii Sch.Bip.[1]
- (Asteraceae) Centaurea fraasii Sch.Bip. ex Nyman[2]
- (Asteraceae) Crepis fraasii Sch.Bip.[3]
- (Asteraceae) Ptarmica fraasii Nyman[4]
- (Scrophulariaceae) Orobanche fraasii F.W.Schultz[5]
- (Scrophulariaceae) Phelypaea fraasii Walp.[6]

## Algunas publicaciones
- Beschreibung der Kgl. Maulbeerbaumpflanzung am Schafhause bei Weihenstephan (Descripción de la Real. Mulberry plantación de moreras en Weihenstephan). 1844
- Synopsis plantarum florae classicae. Múnich, 1845
- Klima und Pflanzenwelt in der Zeit. Landshut, 1847
- Historisch-encyklopädischer Grundriß der Landwirthschaftslehre. Stuttgart, 208 pp. 1848
- Geschichte der Landwirthschaft. Praga, 1851
- Die Schule des Landbaues. Múnich, 1852
- Baierns Rinderrassen. Múnich, 1853
- Die künstliche Fischerzeugung. Múnich, 1854
- Die Natur der Landwirthschaft. Múnich, 1857
- Wie wird Waldstrou entbehrlich?. 4ª ed. 21 pp. 1857
- Buch der Natur fur Landwirthe. Múnich, 1860
- Die schule des landbaues oder leichtfasslicher unterricht in der band wirthschaft für ackerbauschulen, dorfschulen, landwirthschaftliche fortbildungschulen ...(Escuela de agricultura en la banda de aula, economía para las escuelas agrícolas, escuelas rurales). 1861
- Geschichte der Landbau u. Forstwissenschaft ...(Historia de la Agricultura y Forestal ...) 668 pp. Múnich. 1865
- Bavaria rediviva! Ein Beitrag zur Lehre vom Völkeruntergang durch Bodenerschöpfung. Múnich. 1865
- Die Ackerbaukrisen und ihre Heilmittel (La crisis de la agricultura y sus remedios). Múnich, 255 pp. 1866 en línea
- Die Ackerbaukrisen und ihre Heilmittel. Ein Beitrag zur Wirthschaftspolitik des Ackerbauschutzes. Brockhaus, Leipzig 1866
- Dorfgeschichten. Ein Lesebuch für landwirthschaftliche Fortbildungsschulen. Fleischmann, Múnich 1869: vol. II, ibíd. 1870
- Das Wurzelleben der Kulturpflanzen und die Ertragssteigerung. Paul Kormann, Leipzig 1870; 2ª ed. ibíd. 1872
- Das Wurzelleben der Cultur-pflanzen. Berlín, 1872

También fundó y editó un periódico semanal de la agricultura, el Schranne.